# Georg Anton Gumpp
Georg Anton Gumpp (Innsbruck, 12 ottobre 1682 – Innsbruck, 19 dicembre 1754) è stato un architetto e capomastro austriaco.
Figlio dell'architetto Johann Martin Gumpp il Vecchio, operò nello stile tardo barocco d'influsso italiano, con uno stile caratterizzato da facciate mosse, strutture di pilastri e nicchie. I lavori più importanti sono il Palazzo della Dieta regionale nella Maria Theresienstraße, e la chiesa di San Giovanni Nepomuceno a Innsbruck e la trasformazione barocca dell'Abbazia di Stams nell'alta valle dell'Inn.